# John Trumbull (poeta)
John Trumbull (Waterburg, 24 aprile 1750 – Detroit, 11 maggio 1831) è stato un poeta e saggista statunitense.
Di famiglia benestante, fu educato a Yale ed avviato alla carriera di giurista. Esordì con vivaci saggi di costume che suscitarono vaste polemiche, e continuò con satire in versi che ebbero larga risonanza.
Di lui si disse che sarebbe potuto diventare lo Swift americano se la giovane nazione fosse stata più matura per una critica tanto spregiudicata.
Le sue opere più vibranti sono The Progress of Dulness (Il progresso della stupidità, del 1772-1773) e, soprattutto, la satira poetica M'Fingal (edizione definitiva nel 1782); quest'ultima diretta essenzialmente contro il partito conservatore dei Tories, ma anche contro la retorica della rivoluzione, che Trumbull visse con molta intensità.
Nel 1781 si trasferì ad Hartford e trovò un ambiente a lui congeniale fra il gruppo di giovani letterati, noti come gli Hartford Wits (I begli ingegni di Hartford). Abbandonata la letteratura nel 1782, Trumbull nella maturità si dedicò esclusivamente all'attività di giurista alla quale lo avevano preparato gli studi giovanili.